# 3E trolibusz (Debrecen)
A debreceni 3E jelzésű trolibusz a Segner tér és a Debreceni Egyetem között közlekedett hurokjáratként, visszafelé Nagyerdő érintésével. A viszonylat indulási időpontjai az egyetemi előadásokhoz voltak igazítva. A vonalon kizárólag alacsony padlós Ganz–Solaris Trollino típusú trolibuszok jártak, amiket a Debreceni Közlekedési Zrt. üzemeltetett. Mivel Nagyerdőnél nincs kiépítve felsővezeték, így ott önjáró üzemmódban dízel aggregátort használtak a járművek. A járat egyfajta gyűjtőként működött, útvonala során számos iskolát, felsőoktatási- és közintézményt, valamint egyetemi kollégiumokat is érintett.
A trolibuszjárat 2011. március 31-én megszüntetésre került. Szerepét az 51-es busz vette át, ami pár hónappal később szintén megszűnt.

## Útvonala
| Segner tér ► Debreceni Egyetem ► Segner tér |
| --- |
| Segner tér vá. – Nyugati utca – Széchenyi utca – Kossuth utca – Faraktár utca – Hajnal utca – Munkácsy Mihály utca – Víztorony utca – Ótemető utca – Rakovszky Dániel utca – Kassai út – Baksay Sándor utca – Nagyerdei körút – Hadházi út – Zákány utca – Kassai út – Csapó utca – Burgundia utca – Kossuth utca – Széchenyi utca – Nyugati utca – Segner tér vá. |

## Megállóhelyei
| 0  | Segner tér induló végállomás           |                                                                                   |
| 1  | Helyközi Autóbusz-állomás              | 10, 10Y, 14, 19, 19Y, 25, 25Y, 32, 34, 35, 35Y, 36, 41, 41Y, 45, 45H 3, 3A, 4     |
| 2  | Csokonai színház                       | 19, 19Y, 25, 25Y, 31, 41, 41Y, 45, 45H 3, 3A, 4                                   |
| 3  | Bányai Júlia Általános Iskola          | 19, 19Y, 25, 25Y, 41, 41Y, 45, 45H 4                                              |
| 4  | Munkácsy Mihály utca                   | 43 2, 2A, 2D, 4                                                                   |
| 5  | Dobozi lakótelep                       | 43 2, 2A, 2D, 4                                                                   |
| 6  | Brassai Sámuel Szakképző Iskola        | 43 2, 2A, 2D, 4                                                                   |
| 7  | Ótemető utca                           | 19, 19Y, 43 2, 2A, 2D, 4                                                          |
| 8  | Árpád tér                              | 11, 16, 24 2, 2A, 3, 3A                                                           |
| 9  | Laktanya utca                          | 11, 16, 24 2, 2A, 3, 3A                                                           |
| 10 | Főnix Csarnok                          | 16, 23, 23Y, 24 2, 2A, 3, 3A                                                      |
| 11 | Baksay Sándor utca                     | 16, 23, 23Y                                                                       |
| 12 | Oláh Gábor utca                        |                                                                                   |
| 13 | Kardos utca                            |                                                                                   |
| 14 | Debreceni Egyetem vonalközi végállomás | 10, 10Y, 12, 13, 24, 26, 26Y 1                                                    |
| 15 | Klinikák                               | 10, 10Y, 12, 13, 24, 26, 26Y 1                                                    |
| 16 | Ady Endre út, Vidámpark                | 16, 23, 23Y                                                                       |
| 17 | Hadházi út 92.                         | 16, 23, 23Y                                                                       |
| 18 | Sportuszoda                            | 16, 23, 23Y                                                                       |
| 19 | Campus                                 | 16, 23, 23Y                                                                       |
| 20 | Laktanya utca                          | 11, 16, 24 2, 2A, 3, 3A                                                           |
| 21 | Árpád tér                              | 11, 16, 24 2, 2A, 3, 3A                                                           |
| 22 | Bercsényi utca                         | 11, 24, 43 3, 3A                                                                  |
| 23 | Berek utca                             | 11, 24, 43 3, 3A                                                                  |
| 24 | Burgundia utca                         | 11, 15, 15Y, 31 3, 3A                                                             |
| 25 | Kossuth utca                           | 19, 19Y, 25, 25Y, 31, 41, 41Y, 45, 45H 3, 3A, 4                                   |
| 26 | Hal köz                                | 10, 10Y, 14, 25, 25Y, 32, 41, 41Y, 45, 45H 3, 3A, 4                               |
| 27 | Mechwart András Szakiskola             | 42, 46 2, 2A, 2D, 3, 3A, 4                                                        |
| 28 | Segner tér érkező végállomás           | 13, 17, 17A, 17Y, 20, 33, 33Y, 34, 34A, 35, 35A, 35Y, 36, 36A 2, 2A, 2D, 3, 3A, 4 |